# Чемпіонат ФРН з футболу 1967—1968: Бундесліга
Сезон Бундесліги 1967–1968 був п'ятим сезоном в історії Бундесліги, найвищого дивізіону футбольної першості ФРН. Він розпочався 18 серпня 1967 і завершився 28 травня 1968 року. Діючим чемпіоном країни був «Айнтрахт» (Брауншвейг), який швидко вибув з боротьби за захист чемпіонського титулу і фінішував лише на дев'ятому місці. А переможцем цього сезону став «Нюрнберг», який на три очки випередив бременський «Вердер» у боротьбі за чільну позицію турнірної таблиці.

## Формат змагання
Кожна команда грала з кожним із суперників по дві гри, одній вдома і одній у гостях. Команди отримували по два турнірні очки за кожну перемогу і по одному очку за нічию. Якщо дві або більше команд мали однакову кількість очок, розподіл місць між ними відбувався за співвідношенням забитих і пропущених голів. Команда з найбільшою кількістю очок ставала чемпіоном, а дві найгірші команди вибували до Регіоналліги.

## Зміна учасників у порівнянні з сезоном 1966–67
«Фортуна» (Дюссельдорф) і «Рот-Вайс» (Ессен) за результатами попереднього сезону вибули до Регіоналліги, фінішувавши на двох останніх місцях турнірної таблиці попереднього сезону. На їх місце до вищого дивізіону підвищилися «Алеманія» (Аахен) and «Боруссія» (Нойнкірхен), що виграли свої групи плей-оф.

## Огляд сезону
Сезон 1967–68 став першим у Бундеслізі сезоном, у якому тренери отримали можливість проведення замін по ходу матчів. Кількість замін була обмежена однією і проводити її дозволялося лише у випадку травми гравця стартового складу, утім наставники команд почали активно використовувати цю можливість у тому числі й для внесення тактичних змін на полі.
Чемпіоном країни став «Нюрнберг» під керівництвом австрійського спеціаліста Макса Меркеля, який потужно провів першу половину сезону, відірвавшись на сім очок від найближчого переслідувача. У другій половині сезону його результати були менш стабільними, проте нюрнбергці зберегли лідерство і здобули свій перший титул переможців Бундесліги і загалом сьомий (на той час рекордний) титул чемпіонів Німеччини.
Інтрига щодо основних невдах сезону завершилася ще за чотири тури до його закінчення, коли «Боруссія» (Нойнкірхен) і «Карлсруе» втратили математичні шанси фінішувати вище 17-го місця і залишити «зону вильоту».

## Команди-учасниці
| Клуб                            | Стадіон             | Вміщує |
| ------------------------------- | ------------------- | ------ |
| «Алеманія» (Аахен)              | Альтер Тіволі       | 30,000 |
| «Айнтрахт» (Брауншвейг)         | Айнтрахтштадіон     | 38,000 |
| «Вердер»                        | Везерштадіон        | 32,000 |
| «Боруссія» (Дортмунд)           | Роте Ерде           | 30,000 |
| «Дуйсбург»                      | Ведауштадіон        | 38,500 |
| «Айнтрахт» (Франкфурт-на-Майні) | Вальдштадіон        | 87,000 |
| «Гамбург»                       | Фолькспаркштадіон   | 80,000 |
| «Ганновер 96»                   | АВД-Арена           | 86,000 |
| «Кайзерслаутерн»                | Бетценберг          | 42,000 |
| «Карлсруе»                      | Вільдпаркштадіон    | 50,000 |
| «Кельн»                         | Рейн Енергі Штадіон | 76,000 |
| «Боруссія» (Менхенгладбах)      | Бекельбергштадіон   | 34,500 |
| «Мюнхен 1860»                   | Грюнвальдер         | 44,300 |
| «Баварія» (Мюнхен)              | Грюнвальдер         | 44,300 |
| «Боруссія» (Нойнкірхен)         | Елленфельдштадіон   | 32,000 |
| «Нюрнберг»                      | Штедтішес Штадіон   | 64,238 |
| «Шальке 04»                     | Глюкауф-Кампфбан    | 35,000 |
| «Штутгарт»                      | Мерседес-Бенц Арена | 53,000 |

## Турнірна таблиця
| Поз | Команда                         | І  | В  | Н  | П  | ГЗ | ГП | РГ  | О  | Кваліфікація або пониження                    |
| --- | ------------------------------- | -- | -- | -- | -- | -- | -- | --- | -- | --------------------------------------------- |
| 1   | «Нюрнберг» (C)                  | 34 | 19 | 9  | 6  | 71 | 37 | +34 | 47 | Перший раунд Кубка чемпіонів 1968—1969        |
| 2   | «Вердер»                        | 34 | 18 | 8  | 8  | 68 | 51 | +17 | 44 |                                               |
| 3   | «Боруссія» (Менхенгладбах)      | 34 | 15 | 12 | 7  | 77 | 45 | +32 | 42 |                                               |
| 4   | «Кельн»                         | 34 | 17 | 4  | 13 | 68 | 52 | +16 | 38 | Перший раунд Кубка володарів кубків 1968—1969 |
| 5   | «Баварія» (Мюнхен)              | 34 | 16 | 6  | 12 | 68 | 58 | +10 | 38 |                                               |
| 6   | «Айнтрахт» (Франкфурт-на-Майні) | 34 | 15 | 8  | 11 | 58 | 51 | +7  | 38 | Перший раунд Кубка ярмарків 1968—1969         |
| 7   | «Дуйсбург»                      | 34 | 13 | 10 | 11 | 69 | 58 | +11 | 36 |                                               |
| 8   | «Штутгарт»                      | 34 | 14 | 7  | 13 | 65 | 54 | +11 | 35 |                                               |
| 9   | «Айнтрахт» (Брауншвейг)         | 34 | 15 | 5  | 14 | 37 | 39 | −2  | 35 |                                               |
| 10  | «Ганновер 96»                   | 34 | 12 | 10 | 12 | 48 | 52 | −4  | 34 | Перший раунд Кубка ярмарків 1968—1969         |
| 11  | «Алеманія» (Аахен)              | 34 | 13 | 8  | 13 | 52 | 66 | −14 | 34 |                                               |
| 12  | «Мюнхен 1860»                   | 34 | 11 | 11 | 12 | 55 | 39 | +16 | 33 | Перший раунд Кубка ярмарків 1968—1969         |
| 13  | «Гамбург»                       | 34 | 11 | 11 | 12 | 51 | 54 | −3  | 33 | Перший раунд Кубка ярмарків 1968—1969         |
| 14  | «Боруссія» (Дортмунд)           | 34 | 12 | 7  | 15 | 60 | 59 | +1  | 31 |                                               |
| 15  | «Шальке 04»                     | 34 | 11 | 8  | 15 | 42 | 48 | −6  | 30 |                                               |
| 16  | «Кайзерслаутерн»                | 34 | 8  | 12 | 14 | 39 | 67 | −28 | 28 |                                               |
| 17  | «Боруссія» (Нойнкірхен) (R)     | 34 | 7  | 5  | 22 | 33 | 93 | −60 | 19 | Пониження у класі до Регіоналліги             |
| 18  | «Карлсруе» (R)                  | 34 | 6  | 5  | 23 | 32 | 70 | −38 | 17 | Пониження у класі до Регіоналліги             |

## Результати
| Команда                         | ААХ | АЙБ | ВЕР | БРД | ДУЙ | АЙФ | ГАМ | ГАН | КАЙ | КАР | КЕЛ | БРМ | М60 | БАВ | БРН  | НЮР | Ш04 | ШТТ |
| ------------------------------- | --- | --- | --- | --- | --- | --- | --- | --- | --- | --- | --- | --- | --- | --- | ---- | --- | --- | --- |
| «Алеманія» (Аахен)              | —   | 2–1 | 1–1 | 3–0 | 4–4 | 2–1 | 2–0 | 2–2 | 1–1 | 2–1 | 4–2 | 0–0 | 3–3 | 0–4 | 5–1  | 2–0 | 2–1 | 3–2 |
| «Айнтрахт» (Брауншвейг)         | 2–0 | —   | 0–3 | 2–0 | 3–0 | 0–0 | 0–1 | 0–1 | 1–0 | 1–0 | 1–2 | 2–1 | 0–1 | 1–0 | 4–2  | 0–3 | 1–0 | 2–1 |
| «Вердер»                        | 0–1 | 3–2 | —   | 2–1 | 3–3 | 2–0 | 1–4 | 1–0 | 2–1 | 6–1 | 3–1 | 0–4 | 2–2 | 4–1 | 2–1  | 0–4 | 2–0 | 3–1 |
| «Боруссія» (Дортмунд)           | 1–0 | 0–1 | 1–1 | —   | 4–3 | 2–1 | 2–2 | 3–1 | 4–0 | 5–0 | 2–0 | 3–1 | 0–0 | 6–3 | 6–0  | 1–2 | 2–1 | 2–1 |
| «Дуйсбург»                      | 3–0 | 2–3 | 1–1 | 2–2 | —   | 0–1 | 1–2 | 1–2 | 7–0 | 2–1 | 3–2 | 2–2 | 2–1 | 3–3 | 3–1  | 2–0 | 1–1 | 3–3 |
| «Айнтрахт» (Франкфурт-на-Майні) | 1–1 | 2–0 | 5–3 | 4–1 | 3–2 | —   | 1–1 | 3–0 | 5–2 | 2–0 | 1–2 | 3–1 | 2–1 | 2–3 | 4–1  | 1–2 | 2–2 | 4–0 |
| «Гамбург»                       | 5–1 | 0–0 | 2–1 | 3–2 | 1–3 | 0–1 | —   | 2–3 | 1–1 | 0–0 | 3–1 | 2–3 | 2–2 | 2–1 | 0–0  | 3–1 | 1–1 | 1–1 |
| «Ганновер 96»                   | 1–1 | 1–1 | 4–2 | 2–2 | 2–2 | 2–1 | 2–2 | —   | 2–0 | 2–0 | 3–0 | 1–1 | 1–2 | 2–1 | 2–0  | 1–1 | 2–1 | 2–1 |
| «Кайзерслаутерн»                | 1–0 | 2–2 | 2–2 | 2–2 | 0–1 | 1–1 | 3–3 | 0–0 | —   | 1–1 | 2–1 | 0–1 | 0–0 | 2–2 | 2–1  | 1–0 | 1–0 | 2–0 |
| «Карлсруе»                      | 2–4 | 1–2 | 1–2 | 2–0 | 0–2 | 0–1 | 2–1 | 3–1 | 2–2 | —   | 0–1 | 3–2 | 0–3 | 0–2 | 5–1  | 1–1 | 1–0 | 1–4 |
| «Кельн»                         | 3–1 | 1–0 | 1–4 | 3–0 | 3–0 | 5–1 | 2–1 | 2–1 | 5–0 | 4–0 | —   | 2–5 | 1–0 | 3–3 | 2–1  | 3–3 | 7–0 | 2–2 |
| «Боруссія» (Менхенгладбах)      | 3–0 | 2–0 | 3–1 | 2–2 | 1–1 | 1–1 | 4–1 | 5–1 | 8–2 | 0–0 | 1–0 | —   | 1–1 | 1–1 | 10–0 | 1–1 | 1–6 | 1–1 |
| «Мюнхен 1860»                   | 6–0 | 1–0 | 1–3 | 3–0 | 0–1 | 5–0 | 0–1 | 3–1 | 0–3 | 3–0 | 0–1 | 0–0 | —   | 3–2 | 5–0  | 1–2 | 1–2 | 3–3 |
| «Баварія» (Мюнхен)              | 4–1 | 3–0 | 2–3 | 2–0 | 0–4 | 3–0 | 1–0 | 1–0 | 4–1 | 3–0 | 0–3 | 3–1 | 2–2 | —   | 4–0  | 0–2 | 2–0 | 3–1 |
| «Боруссія» (Нойнкірхен)         | 0–1 | 1–2 | 0–0 | 3–2 | 2–1 | 2–2 | 0–3 | 3–1 | 2–1 | 3–2 | 2–1 | 0–3 | 1–0 | 1–1 | —    | 2–2 | 1–5 | 0–5 |
| «Нюрнберг»                      | 4–1 | 3–1 | 0–0 | 2–1 | 4–1 | 0–2 | 4–0 | 2–1 | 4–1 | 2–0 | 2–1 | 1–0 | 1–1 | 7–3 | 3–0  | —   | 2–3 | 5–1 |
| «Шальке 04»                     | 2–1 | 0–2 | 0–2 | 1–0 | 0–3 | 0–0 | 3–0 | 1–1 | 2–1 | 2–0 | 1–1 | 3–4 | 0–0 | 0–1 | 2–0  | 0–0 | —   | 2–1 |
| «Штутгарт»                      | 4–1 | 0–0 | 0–3 | 4–1 | 3–0 | 4–0 | 4–1 | 2–0 | 0–1 | 3–2 | 2–0 | 1–3 | 2–1 | 3–0 | 2–1  | 1–1 | 2–0 | —   |

1. ↑  Гра «Штутгарта» проти «Боруссії» (Нойнкірхен) 2 грудня 1967 року була перервана після 55 хвилин гри за рахунку 0–0 через щільний туман. Передбачене регламентом перегравання відбулося 16 грудня 1967 року і завершилося з рахунком 2–1[4].

## Найкращі бомбардири
27 голів
- Ганнес Лер («Кельн»)

25 голів
- Франц Брунгс («Нюрнберг»)

19 голів
- Герберт Лаумен («Боруссія» (Менхенгладбах))
- Петер Маєр («Боруссія» (Менхенгладбах))
- Герд Мюллер («Баварія» (Мюнхен))
- Райнер Ольгаузер («Баварія» (Мюнхен))

18 голів
- Лотар Еммеріх («Боруссія» (Дортмунд))
- Гайнц Штрель («Нюрнберг»)

17 голів
- Горст Кеппель («Штутгарт»)

16 голів
- Райнер Будде («Дуйсбург»)
- Вернер Гертс («Вердер»)

## Склад чемпіонів
| «Нюрнберг» |
| --- |
| Воротарі: Роланд Вабра (34); Дьюла Тот (1). Захисники: Горст Леопольд (34 / 1); Фердінанд Венауер (34); Людвіг Мюллер (33 / 1); Фріц Попп (32); Гельмут Гільперт (4). Півзахисники: Карл-Гайнц Фершль (32 / 4); Гайнц Мюллер (29 / 2); Аугуст Штарек (24 / 5). Нападники: Франц Брунгс (34 / 25); Гайнц Штрель (33 / 18); Георг Фолькерт (33 / 9); Звездан Чебинаць (33 / 3); Губерт Шель (3). (кількість ігор і голів наведені у дужках) Головний тренер: Макс Меркель . Був у заявці, але не взяв участі у жодній грі чемпіонату: Адольф Руфф; Евальд Шеффнер; Горст Бланкенбург; Клаус-Юрген Браун; Манфред Ебенгег; Вульф-Інго Усбек. |